# 石井秀夫
石井 秀夫（いしい ひでお、1953年12月5日 - ）は日本のプロゴルファー。

## 来歴
鎌倉学園高校卒業後の1972年に日本大学へ進学し、竹田昭夫監督のスパルタ指導で頭角を現す。在学中は主将も務め、1974年に日大勢が上位を独占した関東学生では倉本昌弘・中川泰一に次ぐ3位に入り、卒業後の1976年7月にプロ入りする。
1978年の中部オープンでは初日69で迎えた2日目も69で井上幸一の2位に着け、3日目には73を叩いたことで石井裕士に並ばれて2位タイとなるが、井上・鈴村久に次ぐと同時に平野勝之・内田繁・山本政彦・石井裕・野口英雄・大場勲・豊田明夫を抑えての3位 に入った。
1979年には表蔵王国際東北オープンで優勝し、関西プロでは55人がアンダーパーを記録する出足となった初日、コースレコードタイの65を出し首位に並んだ石井裕・内田から1打差の3位タイでスタートした。
1979年のKBCオーガスタでは2日目に関水利晃・呂西鈞（中華民国）・藤木三郎と共に69をマークし、吉川一雄・前田新作・井上・陳志明（中華民国）とも並んでの6位タイに着けた。
1979年の中部オープンでは初日に68をマークして首位でスタートし、2日目には内田と並んでの6位タイ、3日目に豊田と並んでの3位タイに着けた。
1979年のジーン・サラゼン ジュンクラシックでは初日を山本善隆・高橋五月・川村正己・郭吉雄（中華民国）と共に4アンダー68の首位タイ、ゴルフダイジェストトーナメントでは初日を郭吉、ミヤ・アエ（ビルマ）、中村通・竹安孝博・寺本一郎と共に3アンダー69の5位タイでスタートした。
1980年の新潟県オープンでは初日を内田袈裟彦・船渡川育宏に次ぐと同時に田原紘・天野勝・金井清一・中嶋常幸を抑えての3位でスタートし、最終日には金井・横井ジョウジ・内田袈・船渡川・上原宏一・栗原孝・田原を抑えて優勝。
1980年の全日空札幌オープンでは初日を河野高明・尾崎直道・草壁政治・中村・鈴木規夫・倉本昌弘と並んでの10位タイでスタートし、2日目には草壁・尾崎直、グラハム・マーシュ（オーストラリア）、上野忠美・金本章生・倉本と並んでの8位タイ、3日目には山田健一・上原宏一・鈴木・尾崎健夫と並んでの10位タイに着けた。
1980年のブリヂストンオープンでは2日目に矢部昭と並んでの2位タイに着け、3日目には雨の中でバーディーを重ねて4バーディー、2ボギーの70で上がり、前日首位の中島弘二をかわして通算6アンダー210で首位に立った。最終日には快晴ながら強風で79を叩き、沼澤聖一・渡辺由己と並んでの9位タイに終わった。
1981年のジーン・サラゼン ジュンクラシックでは雨の初日を石井秀・呂良煥&陳健忠（中華民国）と並んでの7位タイでスタートし、陳健と共に2日目には3位タイに浮上し、3日目には4位タイに着けた。
1982年には広島オープンで川田時志春・中村通・海老原清治・高井吉春・森憲二と並んでの9位タイに入り、日本オープンでは初日に4アンダー67をマークし、尾崎将司・中嶋ら4人に1打差付けて首位に立つ。
1983年のKSB瀬戸内海オープンではプロ3勝目を睨み首位から5打差18位で最終日の朝を迎えるが、逆転優勝も見据え、張り切ってバッグ置き場に向かったところ、代わりに契約しているブリヂストン社製の、鮮やかな銀色のバッグにローマ字で縫い付けてある刺繍の選手名は『Hirosi Isii』であった。メーカーの広告塔である契約プロには、シーズン初めに名前入りのバッグがクラブと共に提供されるが、デザインは同じで、違うのはローマ字表記の名前だけであるほか、ファーストネームの頭文字は“HIROSI”と"HIDEO“でどちらも“H”と、さらに紛らわしかった。予選落ちの石井裕に誤ってバッグを持ち帰られた石井秀は、地元・香川出身プロである鈴木のミズノ社製のクラブを借り、パープレーの72で回ったが、追い上げならず18位に終わった。
1983年のペプシ宇部トーナメントでは好コンディションで58人がアンダーパーというバーディラッシュの初日を新関善美、ベン・アルダ（フィリピン）と並んでの3位タイでスタートし、2日目には上田鉄弘と並んでの2位タイ、3日目には牧野裕・上田と並んでの3位タイとし、最終日には尾崎健・牧野と並んでの5位タイに入った。
1983年のブリヂストントーナメントでは初日に69で安達典夫・長谷川勝治、ヘール・アーウィン（アメリカ）、謝敏男（中華民国）と並んでの2位タイでスタートし、2日目も69で謝敏・湯原信光と並んでの2位タイに留まったが、3日目には75を叩いて中嶋・尾崎将・井上と並んでの9位タイに後退。
1984年には千葉県オープンで佐野修一・池原厚と並んで泉川ピートの2位タイに入り、かながわオープンでは初日に新関・矢部昭・大町昭義・尾崎将・金井・西澤浩次・稲垣太成を抑えると同時に草壁・吉武恵治と並んでの首位タイスタートを決めた。
1985年のかながわオープンでは15番パー5、続く16番パー4で連続イーグルを記録し、富山県オープンでは初日を川田時志春と並んでの5位タイでスタートすると、最終日には入江勉・森下正美・金本と並んでの7位タイに入った。
1991年のフィランスロピータケダカップを最後にレギュラーツアーから引退。
その後は神奈川県横須賀市で産廃処理業を経営する傍ら、約120名の生徒を抱えてレッスンをしていたほか、日本プロゴルフ協会副会長を務めた。

## 主な優勝
- 1979年 - 表蔵王国際東北オープン[10]
- 1980年 - 新潟県オープン